# Brigadeiro Tobias (Sorocaba)
Brigadeiro Tobias é um bairro e foi um distrito do município brasileiro de Sorocaba, sede da Região Metropolitana de Sorocaba, no interior do estado de São Paulo. 

## História

### Origem
O povoado que deu origem ao bairro se desenvolveu ao redor da estação ferroviária Passa Três, inaugurada pela Estrada de Ferro Sorocabana em 1899 na Fazenda Passa Três, de propriedade do Brigadeiro Tobias de Aguiar. 

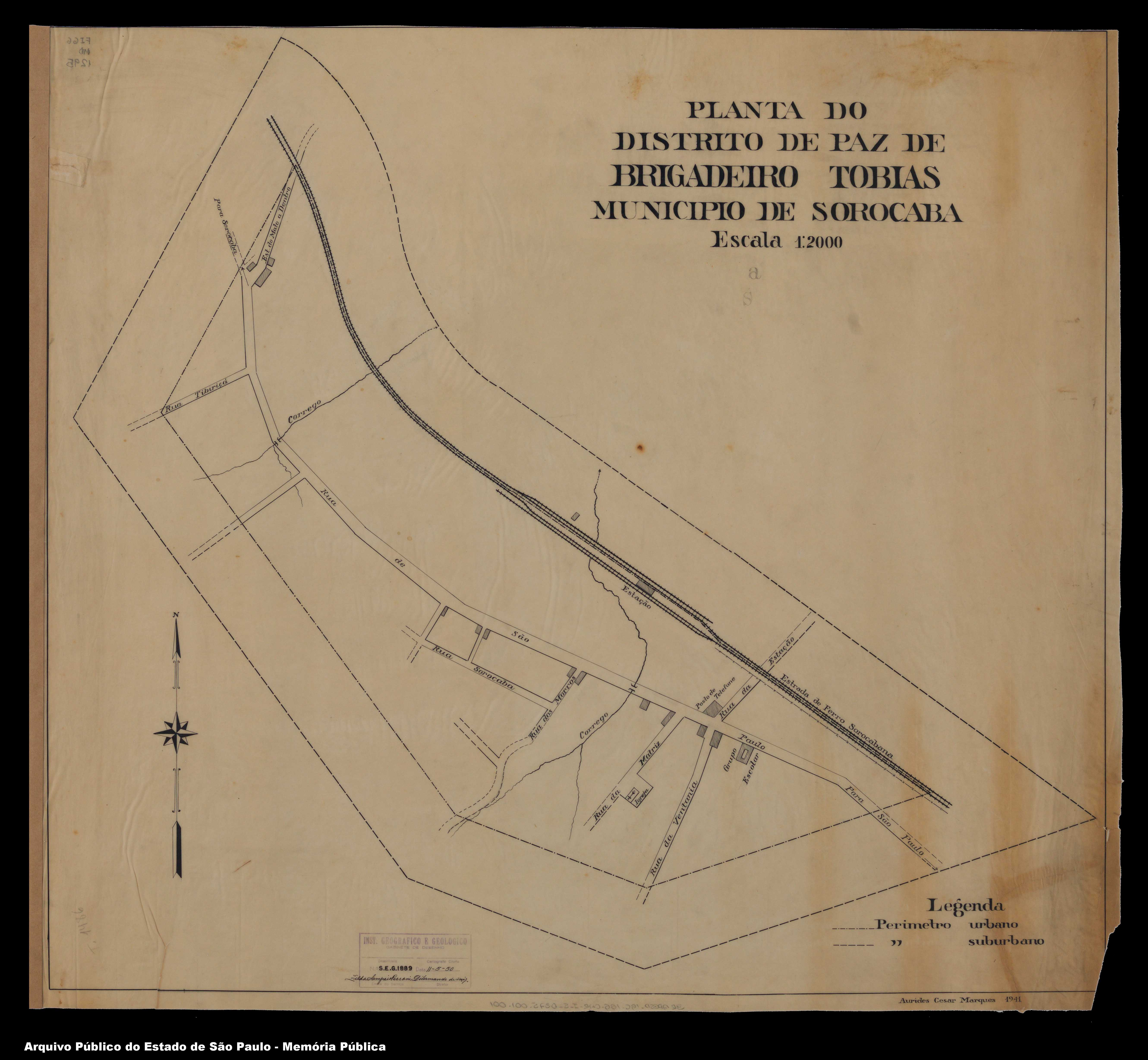
Planta da área urbana original.

Posteriormente o nome da estação e do povoado foram alterados para Brigadeiro Tobias, uma homenagem ao antigo proprietário das terras, considerado o patrono da Polícia Militar do Estado de São Paulo.

### Formação administrativa
- Decreto nº 6.770 de 12/10/1934 - Cria o distrito de paz de Brigadeiro Tobias, no município de Sorocaba[5].
- Distrito policial criado em 30/11/1934[6].
- Pela Lei n° 5.285 de 18/02/1959 perdeu terras para o distrito de Cajuru do Sul[7].
- Pela Lei Orgânica do Município de Sorocaba, promulgada em 05/04/1990, artigo 187, foram extintos os distritos do município[8].

## Geografia

### Localização
O bairro está a 15 quilômetros do centro de Sorocaba, entre a Rodovia Raposo Tavares e morros que fazem parte do complexo da Serra de São Francisco. Localiza-se na zona leste da cidade, próximo da divisa com a cidade de Alumínio.

### Demografia

#### População urbana
| Crescimento população urbana | Crescimento população urbana | Crescimento população urbana | Crescimento população urbana |
| Censo                        | Pop.                         |                              | %±                           |
| ---------------------------- | ---------------------------- | ---------------------------- | ---------------------------- |
| 1940                         | 732                          |                              | —                            |
| 1950                         | 861                          |                              | 17,6%                        |
| 1960                         | 904                          |                              | 5,0%                         |
| 1970                         | 2 190                        |                              | 142,3%                       |
| 1980                         | 4 800                        |                              | 119,2%                       |
| 1991                         | 7 537                        |                              | 57,0%                        |
| 2000                         | 8 056                        |                              | 6,9%                         |
| Fonte: IBGE e Fundação SEADE |                              |                              |                              |

#### População total
Pelo Censo 2000 (IBGE) a população total do distrito era de 10 972 habitantes. Atualmente o bairro tem aproximadamente 15 mil habitantes.

### Área territorial
A área territorial do distrito era de 84,200 km².

### Bairros
- Brigadeiro Tobias (sede)
- Caputera
- Genebra
- Inhaíba
- Jardim Eldorado
- Vila Astúrias
- Vila São João
- Vila Tupã I e II

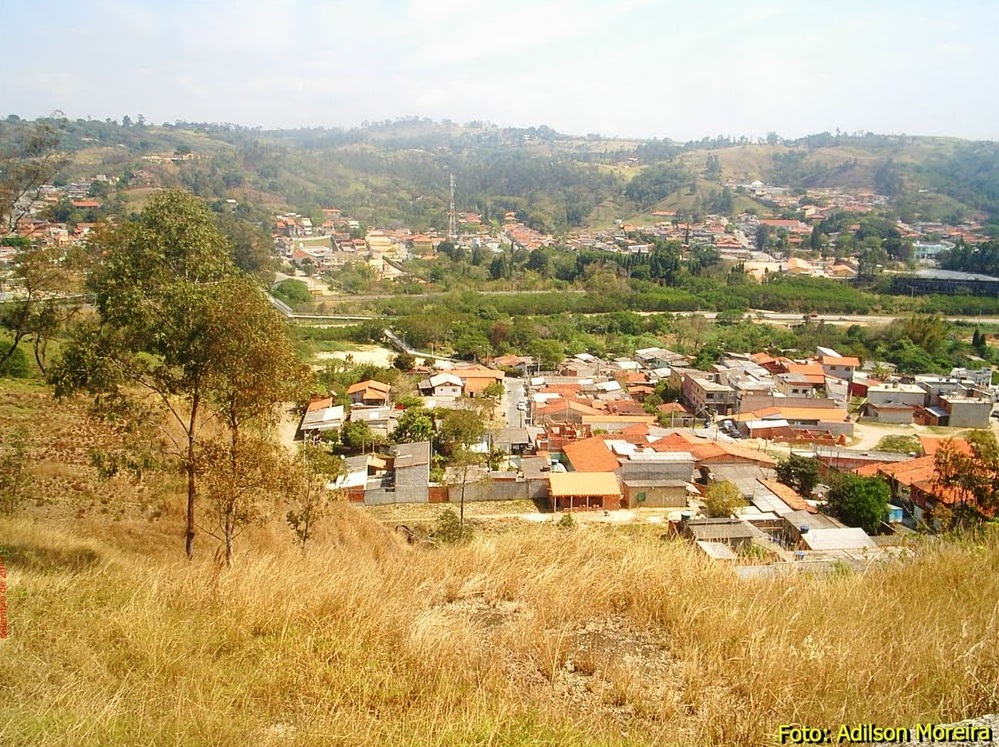
Vista de Brigadeiro Tobias.

A Avenida Bandeirantes é a principal do bairro, que tem menos de 50 ruas e avenidas.

### Rodovias
O principal acesso ao bairro é a Rodovia Raposo Tavares (SP-270).

### Ferrovias
Pátio Brigadeiro Tobias (ZBT) da Linha Tronco (Estrada de Ferro Sorocabana), sendo a ferrovia operada atualmente pela Rumo Malha Oeste.

## Serviços públicos

### Registro civil
Atualmente é feito no próprio bairro, pois o Cartório de Registro Civil das Pessoas Naturais ainda continua ativo.

### Educação
Há duas creches, uma escola municipal e uma escola estadual, que recebe o nome do bairro.

### Saúde
- Unidade de Saúde da Família "Brigadeiro Tobias"[4]

### Transportes

Mini Terminal Brigadeiro Tobias.

Em 2008 foram criadas as Áreas de Transferência (mini terminais) do transporte coletivo da cidade, sendo inicialmente implantadas no Éden, Ipiranga, Ipanema, Itavuvu e Brigadeiro Tobias, e posteriormente Nogueira Padilha e Aparecidinha.
Em outubro de 2021 foi anunciado reformas nas AT, que adotariam o mesmo modelo das estações ecoterminais do BRT e dos mini terminais do Cajuru e Aparecidinha, em que as linhas de um bairro alimentariam uma outra linha que liga o terminal local até o centro, sendo o de Brigadeiro Tobias inaugurado em fevereiro de 2022.
Linhas urbanas e metropolitanas:
- T30 - Expresso Brigadeiro Tobias
- A30/1 - Genebra / Inhaíba
- A30/2 - Tupã / Caputera
- A30/3 - Astúrias / Conceição
- 49 - Terminal São Paulo X Área de Transferência Brigadeiro Tobias (Via Raposo Tavares)
- 304 - Interbairros IV
- 305 - Interbairros V
- 6224 - Mairinque (Centro) / Sorocaba (Centro)
- 6224EX1 - São Roque (Centro) / Sorocaba (Centro)
- 6224VP1 - Alumínio (Centro) / Sorocaba (Centro)

### Saneamento
O serviço de abastecimento de água é feito pelo Serviço Autônomo de Água e Esgoto (SAAE).

### Energia
A responsável pelo abastecimento de energia elétrica é a CPFL Piratininga, distribuidora do grupo CPFL Energia.

### Telecomunicações
O bairro era atendido pela Telecomunicações de São Paulo (TELESP), que inaugurou a central telefônica utilizada até os dias atuais. Em 1998 esta empresa foi vendida para a Telefônica, que em 2012 adotou a marca Vivo para suas operações.

## Cultura

### Casarão Brigadeiro Tobias
Principal atração turística do bairro, o Casarão Brigadeiro Tobias, segundo o historiador Aluísio de Almeida, foi construído por volta de 1780 pelo padre Rafael Tobias de Aguiar que, ao falecer, transferiu a propriedade do sítio do Passa-Três a seu sobrinho, o Capitão de Ordenanças Antonio Francisco de Aguiar, casado com dona Ana Gertrudes Eufrosina Aires de Aguirre, sendo um dos filhos deste casal o Brigadeiro Rafael Tobias de Aguiar.
O imóvel foi construído em taipa, técnica construtiva herdada dos portugueses aos árabes, à base de argila (barro) e cascalho, sendo identificado pelo arquiteto Carlos Lemos como um “edifício urbano” construído na zona rural e que permaneceu isolado inicialmente, para receber mais tarde, justapostas aos seus flancos, uma série de pequenas casas que teriam servido de senzala para os escravos da fazenda.
Entre o casarão e o morro granítico aos fundos encontra-se o córrego do Passa-Três. Existia no local um grande açude, que transformou-se na atual várzea. 
À época da construção do imóvel, o sítio do Passa-Três era destinado à plantação da cana-de-açúcar e a casa grande a sede desse engenho. Com o passar dos anos, e já propriedade do Brigadeiro Rafael Tobias de Aguiar e suas irmãs, transformou-se o Passa Três em plantação de café. Nessa época, por volta de 1860-1870, o imóvel sofreu a primeira alteração, quando a varanda dos fundos foi fechada, transformando-se em nova sala, construiu-se nova cozinha fora da casa e a porta principal foi trocada pela de arco pleno. Os caixilhos e vidros nas janelas são também dessa época.
O local abriga atualmente o Centro de Estudos do Tropeirismo, que busca preservar e divulgar esse importante ciclo ligado à história de Sorocaba, mantendo exposições permanentes e periódicas, além da preservação de parte da Mata Atlântica remanescente.

## Religião

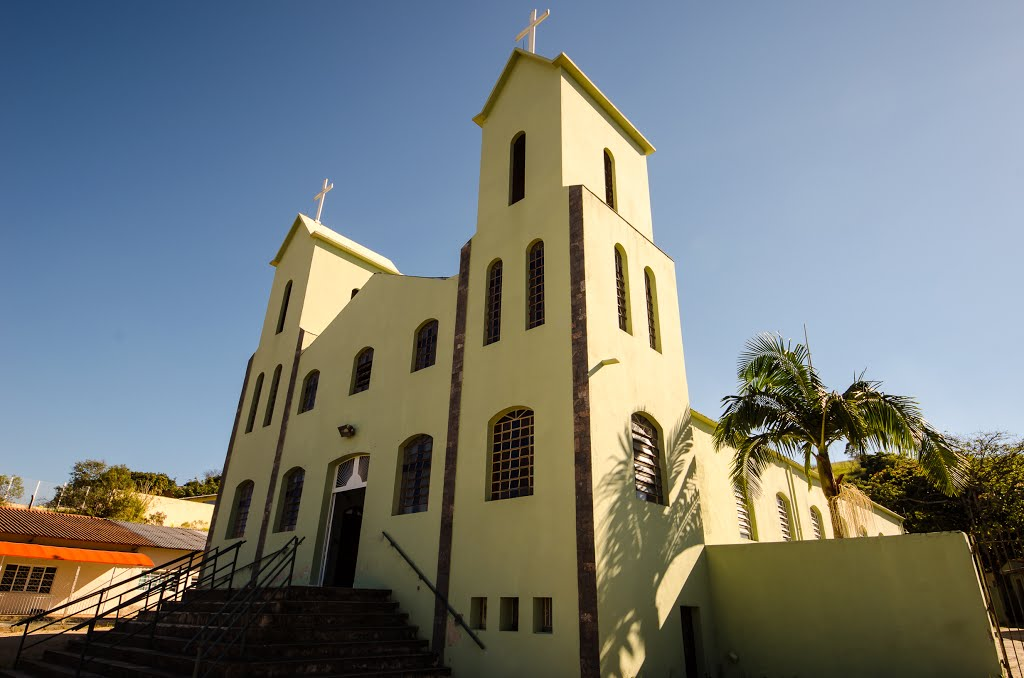
Igreja Matriz.

O Cristianismo se faz presente no bairro da seguinte forma:

### Igreja Católica
- A igreja faz parte da Arquidiocese de Sorocaba[22].

### Igrejas Evangélicas
- Assembleia de Deus - O bairro possui congregação da Assembleia de Deus Ministério do Belém, vinculada ao Campo de Sorocaba. Por essa igreja, através de um início simples, mas sob a benção de Deus, a mensagem pentecostal chegou ao Brasil. Esta mensagem originada nos céus alcançou milhares de pessoas em todo o país, fazendo da Assembleia de Deus a maior igreja evangélica do Brasil[23][24].

- Congregação Cristã no Brasil[25].